# 胡子義
胡子義神父（英語：Rev. Fr. Gaetano Nicosia SDB，1915年4月3日—2017年11月6日），為意大利籍天主教慈幼會司鐸，曾在澳門服務痲瘋病人近半世紀，被稱為「痲瘋者的天使」。

## 生平
1915年4月3日，胡子義出生於意大利西西里，他四歲時父親死於戰場，自幼已立志成為傳教士，願望是服務痲瘋病人。
胡子義其後加入慈幼會，於1935年獲派到中國傳教，兩年後在香港矢發初願，並於1946年3月25日在澳門聖若瑟修院晉鐸。
1963年，他自薦前往澳門路環九澳一帶照顧痲瘋病人，長達47年之久。
隨著痲瘋病大幅減少，加上已告年邁，胡神父於2011年返港，並且入住香港聖瑪利安老院休養。
2017年11月6日，胡神父在香港聖瑪利安老院去世，享嵩壽102歲，遺體安葬於澳門舊西洋墳場。